# Толстых, Игорь Михайлович
Игорь Михайлович Толстых (род. 19 октября 1956, Жданов, Сталинская область) — украинский журналист и телепродюсер, менеджер.

## Биография

### Ранние годы, образование
Родился 19 октября 1956 в городе Мариуполь. Срочную военную службу проходил в Пограничных войсках СССР (Армения). Закончил Ростовский государственный университет (факультет журналистики, 1977—1982).

### Карьера
С 1982 года — корреспондент мариупольской городской газеты «Приазовский рабочий». Находился на общественной работе. С сентября 1991 года — заместитель редактора деловой газеты «Контакт» (г. Донецк).
В 1995 — 1997 годах — декан факультета журналистики Донецкого института социального образования. В 1997 — 1998 годах руководил пресс-службой Донецкой облгосадминистрации (во времена председательства Виктора Януковича). С июля 1998 года — генеральный директор Донецкой областной государственной телерадиокомпании.
С 2004 года работал в НТКУ (вице-президент, заместитель генерального директора). С марта 2013 года по март 2014 года возглавлял Дирекцию телерадиопрограмм Верховной Рады (спутниковый телеканал «Рада»).
Член Союза журналистов Украины (с 1990).